# Distant Early Warning Line
Distant Early Warning Line (DEW Line), er/ var et flyvarslingssystem, som gik fra Alaska i vest til Island i øst. I Grønland betød det flere amerikanske forsvarsanlæg i Grønland.
I modsætning til Ballistic Missile Early Warning System (BMEWS), skulle DEW Line sikre, at der ikke kom fjendtlige fly fra Sovjetunionen.
Fra Thule Air Base (P-Mountain) var der troposcatter forbindelse til FOX-M (Hall Beach) og DYE-M (Cape Dyer) der igen sendte data til NORAD.
I 1985 begyndte en opgradering af DEW-linjen som skulle forvandle den til det fælles canadisk/amerikanske North Warning System (NWS) som findes i dag. De 4 stationer på Grønland blev nedlagt i begyndelsen af 90'erne.

## De Grønlandske radarstationer i DEW-linjen
DYE-1 Qaqatoqaq staves også Qaqqatoqaq nær Sisimiut/Holsteinsborg på Grønlands vestkyst. Nedlagt 1990/91.
DYE-2 og DYE-3 på indlandsisen blev forsynet fra Sondrestrom Air Base (SAB)
i Søndre Strømfjord. Allerede i 1970erne blev man klar over at benene på DYE-2 og DYE-3 ikke kunne forlænges meget mere, og dermed forsvandt betydningen for Sondrestrom Air Base.
DEW stationerne på indlandsisen blev forsynet via amerikanske fly af typen C-130 Hercules med ski. DYE-2 og DYE-3 der lå på indlandsisen, blev nedlagt omkring 1990.
DYE-4 Kulusuk på Grønlands østkyst. Lukket 1991.
Dermed blev DYE stationerne på Grønlands indlandsis lukket.
Da DYE-stationerne på indlandsisen blev lukket, forlod United States Air Force 1992 Søndre Strømfjord (SAB).